# Massacro di Meeker
Il massacro di Meeker, o incidente di Meeker, guerra di White River, guerra di Ute o campagna di Ute), ebbe luogo il 29 settembre 1879 in Colorado. I membri di una banda di indiani Ute (nativi americani) avevano attaccato l'agenzia indiana nella loro riserva, uccidendo l'agente indiano Nathan Meeker e i suoi 10 dipendenti maschi e prendendo in ostaggio cinque persone tra donne e bambini. Meeker aveva tentato di convertire gli Ute al cristianesimo, di renderli agricoltori, impedendogli di seguire la loro cultura nomade. Lo stesso giorno del massacro, le forze dell'esercito degli Stati Uniti erano in viaggio verso l'Agenzia da Fort Steele nel Wyoming proprio a causa delle minacce contro Meeker. Gli Ute attaccarono le truppe statunitensi guidate dal maggiore Thomas T. Thornburgh a Milk Creek, 18 mi (29 km) a nord dell'attuale Meeker, Colorado, uccidendo un ufficiale e 13 soldati. Dopodiché furono chiamate le truppe di soccorso e gli Ute si dispersero.